# USS Reform (AM-286)
USS Reform (AM-286) trałowiec typu Admirable służący w United States Navy w czasie II wojny światowej. Służył na Pacyfiku. Po wojnie przekazany Chinom.
Stępkę okrętu położono 24 czerwca 1943 w stoczni General Engineering & Dry Dock Co. w Alameda. Zwodowano go 29 stycznia 1944, matką chrzestną była żona Rolanda H. McCune`a z San Francisco. Jednostka weszła do służby 28 lutego 1945, pierwszym dowódcą został Lt. Francis Worcester.
Brał udział w działaniach II wojny światowej. Przekazany Republice Chińskiej w 1948, złomowany w 1950.

## Odznaczenia
"Reform" otrzymał 3 battle star za służbę w czasie II wojny światowej.